# Скрибонии
Скрибониите (на латински: gens Scribonia, Scribonii) са плебейска фамилия от Древен Рим, с име nomen gentile Скрибоний (Scribonius) и
Скрибония (Scribonia) (за жени).
Родът произлиза от самнитския Каудиум (Caudium) и е от късния 3 век пр.н.е. в Рим. Най-познати са клонове Курион (Scribonii Curiones) и Либон (Scribonii Libones), които пренадлежат към сенаторската висша класа.

## Познати членове от фамилията
Скрибонии Курион (Scribonii Curiones):
- Гай Скрибоний Курион (едил 196 пр.н.е.), претор 183, curio maximus 174 пр.н.е.
- Гай Скрибоний Курион (консул 76 пр.н.е.), консул 76 пр.н.е. и цензор
- Гай Скрибоний Курион (народен трибун), претор 49 пр.н.е.

Скрибонии Либон (Scribonii Libones):
- Луций Скрибоний Либон (трибун 216 пр.н.е.), народен трибун 216 пр.н.е
- Луций Скрибоний Либон (претор 204 пр.н.е.), син на народня трибун от 216 пр.н.е.
- Луций Скрибоний Либон (трибун 149 пр.н.е.), народен трибун 149 пр.н.е.
- Луций Скрибоний Либон (претор 80 пр.н.е.), баща на Скрибония и консула от 34 пр.н.е.
- Луций Скрибоний Либон (консул 34 пр.н.е.)
- Скрибония Либона, съпруга на император Октавиан Август
- Луций Скрибоний Либон (консул 16 г.)
- Марк Скрибоний Либон Друз († 16 г.), римски сенатор
- Луций Скрибоний Либон Рупилий Фруги Бон, суфектконсул 88 г.

Други:
- Скрибоний Ларг, римски лекар през 1 век по времето на Клавдий
- Марк Лициний Крас Скрибониан, син на Скрибония и Марк Лициний Крас Фруги

Жени:
- Скрибония, дъщеря на Сенция и Луций Скрибоний Либон (претор 80 пр.н.е.?) и съпруга на император Октавиан Август
- Скрибония, дъщеря на Луций Скрибоний Либон (консул 34 пр.н.е.), съпруга на Секст Помпей, майка на Помпея Магна
- Скрибония, дъщеря на Луций Скрибоний Либон (консул 16 г.), съпруга на Марк Лициний Крас Фруги (консул 27 г.)